# 걸즈 앤 판처 최종장 제1화
《걸즈 앤 판처 최종장 제1화》(일본어: ガールズ＆パンツァー 最終章 第１話)는 2017년 공개한 일본의 애니메이션, 드라마 영화이다.

## 출연진
- 후치가미 마이 - 니시즈미 미호 역 (목소리)
- 카야노 아이 - 타케베 사오리 역 (목소리)
- 이구치 유카 - 레이제이 마코 역 (목소리)
- 오자키 마미 - 이스즈 하나 역 (목소리)
- 나카가미 이쿠미 - 아키야마 유카리 역 (목소리)
- 후쿠엔 미사토 - 카도타니 안즈 역 (목소리)
- 타카하시 미카코
- 우에다 카나
- 키쿠치 미카
- 요시오카 마야
- 센다이 에리
- 모리야 사토미
- 오호하라 아유루
- 타다 코노미
- 야마오카 유리
- 이자와 시오리
- 야마모토 노조미
- 카네모토 히사코
- 키타무라 에리
- 하야마 이쿠미
- 우에사카 스미레
- 사쿠라 아야네
- 타카모리 나츠미
- 타이치 요우
- 요네자와 마도카
- 하라 유미
- 츠다 미나미
- 안자이 치카
- 아케사카 사토미
- 카와스미 아야코
- 이세 마리야
- 히라노 아야
- 나바타메 히토미
- 하야미 사오리
- 세토 마사미
- 노토 마미코
- 시이나 헤키루